# Murray Campbell
Murray Campbell, né en 1957 à Edmonton (Canada), est un ingénieur chez IBM qui a travaillé sur Deep Blue, un superordinateur ayant battu le champion du monde d'échecs Garry Kasparov en match en 1997.

## Biographie
Il obtient un master en informatique de l'université d'Alberta au Canada en 1981 et un PhD de l'Université Carnegie-Mellon en 1987. Il y rencontre Feng-hsiung Hsu qui avait construit un générateur de coup matériel, et ensemble ils mettent au point ChipTest. Hsu et Campbell sont engagés par IBM en 1989, et travaillent sur le projet Big Blue, qui devient plus tard Deep Blue.